# Chiến tranh thế giới thứ ba

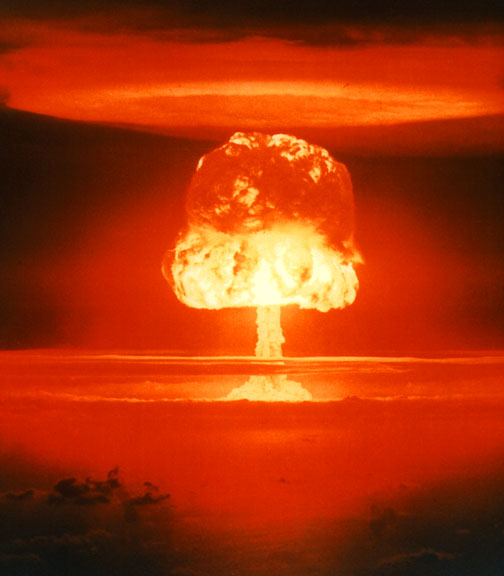
Một đám mây hạt nhân, hình ảnh được mô tả sẽ xuất hiện trong Chiến tranh thế giới thứ ba.

Chiến tranh hạt nhân là một biểu tượng và chủ đề phổ biến của hầu hết các kịch bản Thế chiến III. Một cuộc xung đột như vậy đã được đưa ra giả thuyết là sẽ dẫn đến hoặc gần như dẫn đến sự tuyệt chủng của loài người.
Thế chiến III (WWIII hoặc WW3), còn được gọi là Thế chiến thứ ba, là một cuộc xung đột toàn cầu trong tương lai giả định sau Thế chiến thứ nhất (1914–1918) và Thế chiến thứ hai (1939–1945). Người ta cho rằng một cuộc chiến như vậy sẽ liên quan đến tất cả các cường quốc, giống như những người tiền nhiệm của nó, cũng như việc sử dụng vũ khí hạt nhân hoặc các vũ khí hủy diệt hàng loạt khác, và vượt qua các cuộc xung đột trước đó về phạm vi địa lý, sự tàn phá và mất mát về người.
Kể từ khi Dự án Manhattan phát triển vũ khí hạt nhân vào năm 1945 và Hoa Kỳ sử dụng chúng trong các vụ ném bom nguyên tử xuống Hiroshima và Nagasaki vào cuối Thế chiến II, nguy cơ xảy ra ngày tận thế hạt nhân gây ra sự hủy diệt trên diện rộng và sự sụp đổ tiềm tàng của nền văn minh hoặc sự tuyệt chủng của loài người đã trở thành một chủ đề phổ biến trong suy đoán và tiểu thuyết về Thế chiến thứ III.
Với sự ra đời của Chiến tranh Lạnh (1947–1991) và sự lan truyền vũ khí hạt nhân sang Liên Xô, sau đó là việc một số quốc gia khác sở hữu chúng, nguy cơ xảy ra chiến tranh thế giới thứ ba đã tăng lên. Trong Chiến tranh Lạnh, khả năng này đã được quân đội và nhân viên dân sự trên khắp thế giới dự đoán và lên kế hoạch, với các kịch bản từ chiến tranh thông thường đến chiến tranh hạt nhân hạn chế hoặc toàn diện. Học thuyết chiến lược về sự hủy diệt lẫn nhau chắc chắn, cho rằng một cuộc đối đầu hạt nhân toàn diện sẽ hoàn toàn tiêu diệt tất cả các bên trong cuộc xung đột, đã được phát triển.
Các nhà lãnh đạo Hoa Kỳ và Liên Xô đã nỗ lực để tránh kết cục như vậy, mặc dù vẫn xảy ra một số cuộc đấu súng cận chiến do công nghệ lỗi, lỗi của con người hoặc giao tiếp sai, nhấn mạnh sự cần thiết phải kiềm chế của cả hai bên. Nhiều cuộc xung đột quân sự đã xảy ra kể từ đầu thế kỷ 21, đáng chú ý nhất là cuộc xâm lược Ukraine của Nga đã diễn ra từ năm 2022, cũng như căng thẳng gia tăng giữa Hoa Kỳ và Trung Quốc, đã được coi là những điểm bùng phát hoặc tác nhân gây ra chiến tranh thế giới thứ ba.

## Từ nguyên

### Tạp chí Time
Tìm nguồn: "Thế chiến thứ III" - tin tức báo chí sách học giả JSTOR (tháng 10 năm 2022)
Tạp chí Time là một trong những tạp chí đầu tiên áp dụng, nếu không muốn nói là sáng tạo, thuật ngữ "Thế chiến thứ III". Lần sử dụng đầu tiên xuất hiện trong số ra ngày 3 tháng 11 năm 1941 (trước cuộc tấn công của Nhật Bản vào Trân Châu Cảng vào ngày 7 tháng 12 năm 1941) trong mục "Các vấn đề quốc gia" và có tiêu đề "Thế chiến thứ III?" về người tị nạn Đức Quốc xã Hermann Rauschning, người vừa mới đến Hoa Kỳ.
Trong số ra ngày 22 tháng 3 năm 1943, trong mục "Tin tức nước ngoài", Time đã sử dụng lại cùng một tiêu đề "Thế chiến thứ III?" về những tuyên bố của Phó Tổng thống Hoa Kỳ khi đó là Henry A. Wallace: "Chúng ta sẽ quyết định vào một thời điểm nào đó trong năm 1943 hoặc 1944... liệu có nên gieo mầm cho Thế chiến thứ III hay không."
Time tiếp tục đặt tên hoặc đề cập trong các câu chuyện về thuật ngữ "Thế chiến thứ III" trong suốt thập kỷ còn lại và sau đó: 1944,1945, 1946 ("chiến tranh vi khuẩn"), 1947, và 1948. Time vẫn tiếp tục sử dụng thuật ngữ này, ví dụ, trong bài đánh giá sách năm 2015 có tựa đề "Đây là những gì Thế chiến thứ III sẽ trông như thế nào".